# Taxi Vanoudenhoven
Taxi Vanoudenhoven was een quizprogramma op de Belgische zender Eén en werd van 10 juni tot 2 september 2012 wekelijks uitgezonden op zondagavond. Het programma is gebaseerd op de programmaformule van het Britse Cash Cab. Taxi Vanoudenhoven wordt geproduceerd door Bgoodmedia en gepresenteerd door Rob Vanoudenhoven.

## Concept
Vanoudenhoven rijdt met een taxi. Zodra iemand (mogen ook meerdere personen zijn) instapt, stelt Vanoudenhoven hem voor een keuze:
1. Indien u dringend op uw bestemming wil zijn, dient u uit te stappen en een andere taxi te nemen.
2. Indien u blijft, maakt u kans om geld te winnen. Als u het spel verliest, wordt u uit de taxi gezet waar die zich ook mag bevinden.

De deelnemer maakt als hij ervoor kiest om geld te winnen een taxitocht van 10 kilometer waarin hem 9 vragen worden gesteld. Bijkomende spelregels:
1. Na elke gereden kilometer wordt een vraag gesteld waarop men dient te antwoorden voordat de volgende kilometer is gereden.
2. Als men het antwoord niet kent, mag men hulp inroepen van een toevallige voetganger.
3. Men mag hoogstens 1 fout maken. Bij de tweede fout wordt men onmiddellijk uit de taxi gezet. Men behoudt wel het gewonnen geld.
4. De rit is in een cirkel, dus na 10 kilometer komt men terug uit waar men instapte.

## Te winnen bedragen
Per goed beantwoorde vraag, krijgt men een bepaald bedrag:
- Vraag 1 tot en met 3: 50 euro
- Vraag 4 tot en met 6: 100 euro
- Vraag 7 tot en met 9: 200 euro

Indien men een foutief antwoord geeft op een bepaalde vraag, schuift alles op, met andere woorden: als de deelnemer vraag 3 niet kan beantwoorden, speelt men bij vraag 4 terug voor 50 euro, voor 6 tot en met 8 voor 100 euro etc.
Een deelnemer die alle vragen correct beantwoordt, heeft 1050 euro en staat terug aan zijn vertrekpunt.
Daar kan hij nog voor een tiende vraag spelen: de alles-of-nietsvraag, waarmee men het gewonnen bedrag kan verdubbelen of volledig kan verliezen. Een deelnemer die de tien vragen correct kan beantwoorden, krijgt 2100 euro. Indien de taxi meerdere passagiers vervoerde, krijgt elke deelnemer zijn deel.

## Kijkcijfers
| Seizoen/aflevering | Datum            | Kijkcijfer Live | Kijkcijfer Live+6 |
| ------------------ | ---------------- | --------------- | ----------------- |
| 1.1                | 10 juni 2012     | 735.192         | 822.424           |
| 1.2                | 17 juni 2012     | 475.960         | onbekend          |
| 1.3                | 24 juni 2012     | 471.610         | onbekend          |
| 1.4                | 1 juli 2012      | 402.894         | onbekend          |
| 1.5                | 8 juli 2012      | 659.348         | 660.029           |
| 1.6                | 15 juli 2012     | 622.074         | 642.923           |
| 1.7                | 22 juli 2012     | 488.540         | 505.002           |
| 1.8                | 29 juli 2012     | 449.560         | 479.833           |
| 1.9                | 5 augustus 2012  | 509.924         | 530.696           |
| 1.10               | 12 augustus 2012 | 365.861         | onbekend          |
| 1.11               | 19 augustus 2012 | 458.356         | 464.693           |
| 1.12               | 26 augustus 2012 | 611.984         | 640.216           |
| 1.13               | 2 september 2012 | 565.982         | 583.655           |